# 마북천
마북천(麻北川)은 법화산 자락의 동쪽 무등재 근처와 하늘마을(하늘말) 근처에서 흐르는 물이 모여 마북천을 이루고 있으며, 마북천은 남쪽에서 여러 지류를 합치면서 다시 탄천과 합류한다. 최근 마북천을 생태하천으로 복원하는 환경개선 사업의 1차년도 사업비 5억원을 국토해양부의 지방하천정비사업 예산 등에서 확보하였다.

## 위치

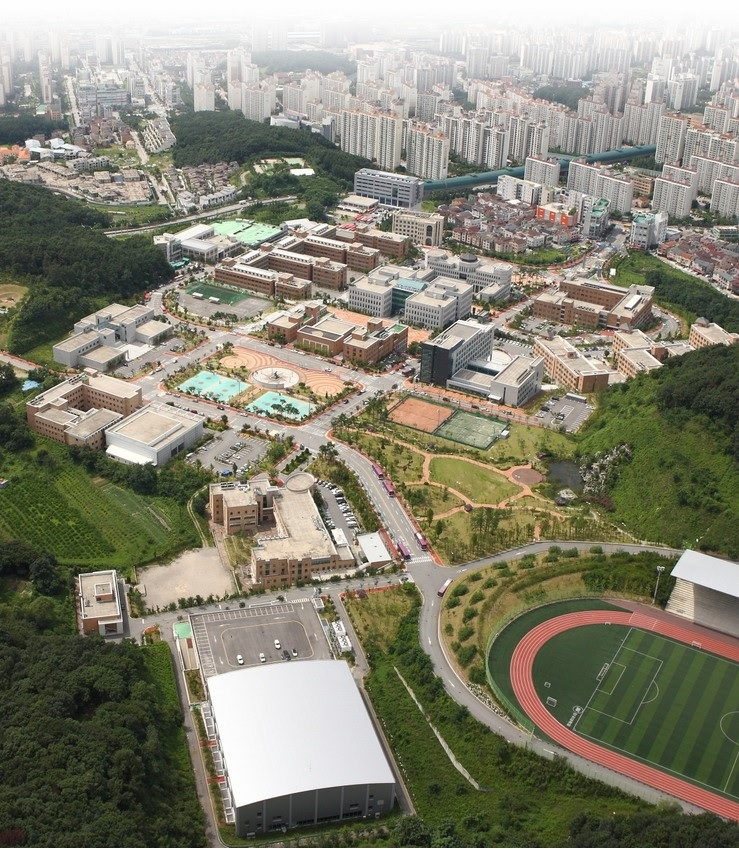
단국대(檀國大)와 탄천 발원지(마북천)

경기도 남부 내륙에 있으며, 지질은 주로 화강암과 화강편마암으로 되어 있다.역내는 광주산맥의 여맥이 기복하여 구릉이 각처에 발달하고 소분지가 점재하며, 하천은 중앙지대를 중심으로 방사상으로 흐른다. 용인 땅은 백두대간에서 뻗어나온 한남정맥이 속리산에서 북진해 경기 남부의 지형을 이루면서 정맥중에 으뜸인 간룡(幹龍)에 위치하며, 함박산→부아산→석성산→마성터널→법화산으로 이어지는 정맥에 따라 여러 갈래의 물줄기로 나뉜다.
간룡의 북쪽으로 성남시 분당구을 거쳐 강남과 송파로 흘러드는 탄천과 함께 또다른 지류를 형성하여 용인 읍내에서 모여 경안천을 따라 북진한 다음 남한강으로 흘러들고, 남쪽 사면은 오산천에서 모여 남서진한 다음 아산호에 모였다가 서해로 흘러드니, 용인의 산천은 서울의 강남·판교·분당·수원·과천·안양·안성·부천·인천·김포의 지맥에 지대한 영향을 주고 있다.
실례로 기흥구 마북동의 하늘마을에서 수지구 죽전동의 성현마을까지 단국대학교를 감싸안고 있는 형국의 작은 무등치(無等峙, 일명 무등재), 도태굴고개, 큰무등치, 응달길고개로 이어지는 법화산 자락은 단국대학교 종합운동장의 상부 응달길고개에서 발원하는 기흥구 마북동의 '마북천'과 기흥구 청덕동의 '청덕천'으로 총 길이 35.6km 탄천(炭川)의 발원지가 되고 있다.
마북천이 위치하고 있는 마북동은 동쪽과 남쪽은 언남동, 서쪽은 보정동, 북쪽은 죽전1동, 모현면 서부와 각각 접하고 있다. 총 면적 5.38km2 중 경지 면적은 0.68km2이며, 밭이 0.31km2, 논이 0.37km2, 임야 2.80km2 등으로 되어 있다. 주요 농산물로는 주민이 자급자족할 수 있는 고추·콩 등 채소류가 대부분이며, 약간의 화훼류도 재배되고 있다.
주요 상가 지역은 동의 초입에 있으나 아파트가 밀집되어 있어 단지 내에 주로 형성되어 있다. 주거 형태는 대규모의 아파트 단지를 비롯하여 빌라 등이 조성되어 있다.
주요 기관으로는 법화산이 감싸고 있는 형상의 단국대학교를 비롯하여 칼빈대학교, 한국박물관, 구성농업협동조합, 한국전력공사, 서울우유협동조합공장, 코오롱연수원, 현대연수원 등이 있으며, 문화재로는 마북리 석불입상 및 석탑, 민영환 묘, 연안부부인 전씨 묘 등이 있다.
주요 도로로는 마성 나들목이 개통되어 남쪽으로 영동고속국도가 동서 방향으로 지나며, 죽전2동에서 남쪽의 신갈동으로 이어진 도로가 지나고 있다. 이 도로는 마북동에서 언남동과 청덕동을 지나 동백동 등으로 연결되어 있다. 이외에도 구성초등학교 앞을 지나 법무연수원 입구 근처에서 동백지구로 연결된 도로가 있는 등 교통은 편리하다. 또한 보정동 카페거리를 지나 신세계백화점과 죽전아울렛거리가 있는 수지구로 가서 광교산 형제봉(448m) 자락의 성복동 장수촌 부근 계곡에서 내려오는 맑은 물줄기를 만날 수 있다. 바로 성복천과 성서천으로 대표되는 또다른 탄천지류이다.

## 이름 유래
마북천의 지명은 옛날 상마곡마을에 마운사라는 절이 있었는데, 승려가 마의를 입고 다녔으며, 또한 이곳이 면 소재지의 북쪽에 있다하여 마북이라는 이름이 붙여졌다는 유래가 전해져 내려온다. 이곳에 막골이라는 지명이 있는 것으로 볼 때 위치상 막다른 곳에 있다는 뜻으로도 해석되고 있다.

## 생태하천
경기도와 용인시가 함께하는 사업으로 용인시의 국비지원 건의 사업에 도심하천의 생태복원과 자연이 숨쉬는 쾌적한 도시환경 조성을 위한 마북천 환경개선사업이 포함되어 있다. 현재 마북동의 하늘마을과 교동마을을 흐르는 탄천의 최상류 마북천은 법화산 자락과 향수산 자락 등에서 단국대 후문, 하늘마을(하늘말) 쪽에서 내려오는 물줄기, 현대연구소 우측에서 내려오는 물줄기, 한국미술관 옆으로 흘러 내려오는 물줄기 등 3곳에서 흘러들어 교차로 부근에서 하나로 합쳐진다.
즉, 탄천의 상류 지역인 용인 지역에서는 응달길고개에서 내려온 마북동의 마북천이 청덕동의 청덕천·발안공천과 언남동의 언동천과 합해지고 독정천·보정천·연원천에서 내려온 물과 삼막곡천·이현천·소실천이 합류하여 '장천'(莊川)이 되었다가 풍덕천에서 성복천·정평천으로 모아져서 내대지천·외대지천과 만나면서 분당 구미동으로 흘러간다. 광교산쪽에서 내려온 광교산천·장두리천·장의천과 백운산과 바라산에서 내려오는 손곡천·동막천 등이 유입되면서 탄천의 상류를 이룬다. 중류 지역인 성남 지역에서는 분당천·운중천·야탑천·여수천·금토천·단대천이 유입되고 하류 지역에서 양재천을 만나 한강으로 유입되고 있는 한강과 탄천의 대표적인 지류로 알려져 있다.

## 같이 보기
- 법화산
- 마북동
- 탄천